# Семенза, Грегг
Грегг Леонард Семенза (англ. Gregg Leonard Semenza; род. 1 июля 1956, Куинс, Нью-Йорк) — американский учёный-медик, педиатр и генетик. Наиболее известен как первооткрыватель белка HIF1A (в 1995 году).
Профессор Университета Джонса Хопкинса, член Национальных Академии наук (2008) и Медицинской академии (2012) США. Является высокоцитируемым учёным.
Лауреат Нобелевской премии по физиологии и медицине 2019 года, совместно с Уильямом Дж. Кейлином-младшим и Питером Дж. Рэтклиффом, «за их открытия того, как клетки чувствуют и адаптируются к доступности кислорода».

## Биография
Родился во Флашинге в нью-йоркском Куинсе первенцем в многодетной семье, вырос в Тарритауне (в Уэстчестере). Его отец Альфонс Семенза (1926—1983) работал социальным работником в больнице, мать Кэролин Семенза (урождённая Полларо, 1927—1976) — учительницей начальных классов. Увлечение наукой появилось у Грегга благодаря школьному учителю биологии, а рождение у друга его семьи ребёнка с синдромом Дауна подтолкнуло Семенза к изучению педиатрической генетики.
Окончил Гарвардский университет (бакалавр, 1978). Степени доктора медицины и доктора философии получил в 1984 году в Пенсильванском университете. Затем занимался педиатрией и в частности прошёл интернатуру в медицинском центре Университета Дьюка. С 1986 года постдок по медицинской генетике в Университете Джонса Хопкинса, а с 1990 года в его штате.
В настоящее время занимает ряд профессорских позиций (именной профессор C. Michael Armstrong Professor, профессор на кафедрах педиатрии, медицины, онкологии, радиационной онкологии, биохимии) в школе медицины Университета Джонса Хопкинса, директор-основатель программы по сосудистой биологии Института клеточной инженерии этого же университета и член его же Института медицинской генетики и Sidney Kimmel Comprehensive Cancer Center, а также аффилирован с его же Институтом нанобиотехнологий.
Фелло-основатель American College of Medical Genetics, член Association of American Physicians (2008), American Society for Clinical Investigation (1995) и Society for Pediatric Research (1991).
Шеф-редактор Journal of Molecular Medicine, состоит в редколлегиях ряда журналов, Molecular and Cellular Biology, Cancer Res., Oncogene.
Автор более 400 работ.
Супруга, Лора Каш-Семенза, с которой он познакомился в Университете Джонса Хопкинса, работает там же.

## Награды и отличия
- Alpha Omega Alpha[англ.] Honor Medical Society (1981)
- Lucille P. Markey Scholar Award in Biomedical Science, Markey Trust (1989)
- Established Investigator Award, Американская кардиологическая ассоциация (1994)
- Jean and Nicholas Leone Award, Children’s Brain Tumor Foundation (1999)
- E. Mead Johnson Award[англ.], Society for Pediatric Research (2000)
- Международная премия Гайрднера (2010)
- Stanley J. Korsmeyer Award[нем.], American Society for Clinical Investigation (2012, совместно с Уильямом Кэлином)
- Grand Prix scientifique de la Fondation Lefoulon-Delalande[англ.], Институт Франции (2012, совместно с Уильямом Кэлином и Питером Рэтклиффом)
- Исследовательский профессор Американского онкологического общества (2012—2016)
- Премия Уайли одноимённого фонда (2014, совместно с Уильямом Кэлином, Питером Рэтклиффом и Стивен Макнайт)
- Премия Альберта Ласкера за фундаментальные медицинские исследования (2016, совместно с Уильямом Кэлином и Питером Рэтклиффом)
- Премия Мэссри (2018)
- Нобелевская премия по физиологии или медицине (2019)
- Highly Cited Researcher (2019)[8]